# Reignfire
 (novembre 2024).
Si vous disposez d'ouvrages ou d'articles de référence ou si vous connaissez des sites web de qualité traitant du thème abordé ici, merci de compléter l'article en donnant les références utiles à sa vérifiabilité et en les liant à la section « Notes et références ».
Reignfire est un super-vilain créé par Marvel Comics. Il est apparu pour la première fois dans X-Force #26, en 1993.

## Origines
Le mutant nommé Reignfire était à l'origine un mutant protoplasmique aux origines inconnues, servant de cobaye aux expériences du professeur Segismund Joshua, sous le code Projet 19.
Après une décennie, la matière constituant le mutant commença à se détériorer, et le professeur lui transfusa du sang appartenant au jeune Solar, qui avait séjourner quelque temps à l'hôpital. La créature dupliqua la carte génétique du mutant pour survivre, et développa de lui-même un nouveau corps, clone de celui de Roberto Da Costa. La copie était si parfaite que même la mémoire fut reproduite.
Méprisant l'humanité pour l'avoir isolé, le Projet 19 s'échappa après un carnage et revint quelques mois plus tard, avec l'identité de Reignfire. Il débuta une croisade terroriste en libérant les membres du Front de libération mutant de Stryfe, alors emprisonnés. Il testa ses recrues en les envoyant capturer Henry Gyrich (en). Le FLM affronta très vite X-Force, et la mutante Locus captura Solar.
Recherchés, Reignfire et le FLM déplacèrent leur QG sur l'île de l'Ani-Mator. Le chef des terroristes s'allia avec des révolutionnaires chinois (3-Peace) et affronta China Force. Il tua Lapin, l'un des membres. Le gouvernement chinois lui proposa alors de meilleures garanties et ressources, et le FLM fit faux bond à 3-Peace. Suspicieux, il accepta toutefois l'aide de Danni Moonstar qui déclarait vouloir changer de camp.
Reignfire développa ses pouvoirs et put alors contrôler Solar, qu'il fit passer pour lui. Il manipula ensuite X-Force mais son plan fut compromis par la télépathie de Cable.
Reignfire se rendit alors au Brésil où il fit main basse sur Da Costa International. Il fit ensuite capturer X-Force avec l'aide de Locus. Les mutants s'échappèrent et affrontèrent le terroriste à Las Vegas. Le professeur Joshua avait quant à lui traquer son projet, et à l'aide de Solar, réussit à le rendre inerte.
Joshua et Reignfire furent arrêtés par des agents du SHIELD travaillant secrètement pour la Fondation Damoclès. Son leader, Odysseus Indigo l'utilisa pour alimenter une machine. on ignore s'il survécut au drainage énergétique.

## Pouvoirs
- À l'origine protoplasmique, Reignfire peut transformer son corps en la réplique exacte de celui de Solar. Seule une arme disruptive peut lui faire reprendre sa forme première.
- Reignfire peut métaboliser l'énergie solaire, s'en servant pour accroitre sa résistance et sa force physique (il possède alors une Classe de niveau 50).
- La chaleur qui l'entoure est suffisante pour faire fondre les balles avant qu'elles ne l'atteignent.
- Il peut maîtriser l'énergie thermique entourant son corps pour voler à vitesse modérée ou émettre des rayons de force bruûlante. Son attaque de prédilection est de faire tomber une véritable pluie de particules solides chaudes comme la lave, avec assez de vitesse pour traverser un gilet pare-balle.
- Reignfire peut aussi absorber la chaleur environnante, même celle générée naturellement par le corps humain. L'effet est alors semblable à une crise violente d'hypothermie.
- Il pouvait pendant un temps contrôler Solar comme une marionnette, par lien télépathique créé par leurs cartes génétiques.